# Carl Fleischmann (Maler)
Carl Fleischmann, auch Karl Fleischmann (* 11. Dezember 1853 in Floß (Oberpfalz); † 17. Januar 1935 in Nürnberg), war ein deutscher Maler und seit 1873 Lehrer an der Kunstgewerbeschule Nürnberg.

## Leben

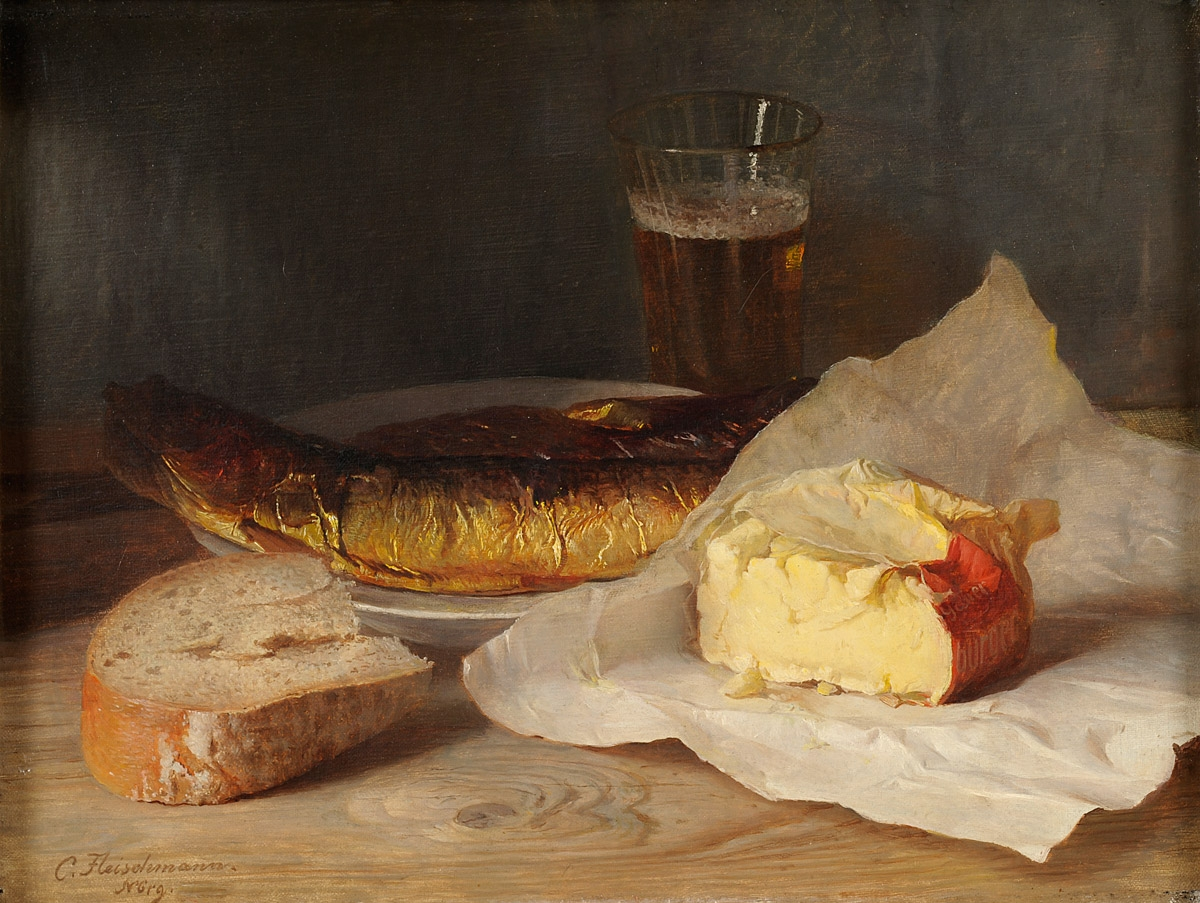
Stillleben mit Fisch, Käse und Brot

Fleischmann, Sohn des Lithografen Johann Georg Fleischmann, besuchte nach erstem Unterricht bei seinem Vater in den Jahren 1869 bis 1873 unter August von Kreling, Karl Jäger, Friedrich Wanderer und Karl Raupp die Königliche Kunstgewerbeschule Nürnberg. Ab 1873 war er dort selbst Lehrer für Zeichnen nach der Antike, in den Jahren 1890 bis 1920 Professor für figürliches Zeichnen. Neben Landschaften schuf er Porträts, Interieurs und Stillleben. Fleischmann war Mitglied des Bundes fränkischer Künstler und der Nürnberger Kunstgenossenschaft sowie Ehrenmitglied des Nürnberger Kunstvereins.